# Alejandro Borrajo
Alejandro Alberto Borrajo (* 24. April 1980 in Viedma Rio Negro) ist ein ehemaliger argentinischer Radrennfahrer.
Alejandro Borrajo begann seine internationale Karriere 2003 bei dem italienischen Radsportteam Ceramiche Panaria. Beim Giro d’Italia 2004, seiner einigen Grand Tour wurde er Dritter der sechsten Etappe von Spoleto nach Valmontone hinter Alessandro Petacchi und Olaf Pollack. Er beendete die Rundfahrt als 79. Beim deutschen Eintagesrennen Rund um den Henninger-Turm wurde er 2005 nur von Erik Zabel geschlagen. 2010 gewann er Etappen der sowie 2012 eine Etappe der Tour of the Gila.
Alejandro Borrajos Brüder Aníbal und Armando waren ebenfalls aktive Radrennfahrer. Armando Borrajo nahm sich am 16. Dezember 2010 nach einer zweitägigen Entführung das Leben. Alejandro brach sich den Arm bei dem Versuch einzugreifen.

## Erfolge
2010
- eine Etappe Rutas de América
- eine Etappe Tour do Brasil Volta Ciclística de São Paulo-Internacional

2012
- eine Etappe Tour of the Gila

## Teams
- 2003 Ceramiche Panaria-Fiordo
- 2004 Ceramiche Panaria-Margres
- 2005 Ceramiche Panaria-Navigare
- 2006 Miche
- 2007 Rite Aid Pro Cycling
- 2008 Colavita/Sutter Home-Cooking Light
- 2009 Colavita/Sutter Home-Cooking Light
- 2010 Jamis-Sutter Home
- 2011 Jamis-Sutter Home
- 2012 Jamis-Sutter Home